# Puchar Challenge w piłce siatkowej mężczyzn
Puchar Challenge siatkarzy (ang. Challenge Cup Men) – międzynarodowe klubowe rozgrywki siatkarskie, utworzone z inicjatywy Europejskiej Konfederacji Piłki Siatkowej (CEV) w 2006 roku i regularnie prowadzone przez tę organizację od sezonu 2007/2008 w ramach europejskich pucharów, przeznaczone dla męskich drużyn klubowych zajmujących czołowe miejsca w europejskich ligach krajowych, które nie zostały zakwalifikowane do Ligi Mistrzów oraz Pucharu CEV.

## Historia
W 2006 roku władze Europejskiej Konfederacji Piłki Siatkowej podjęły decyzję o gruntownym zreformowaniu – od sezonu 2007/2008 – wszystkich rozgrywek europejskich pucharów. Zmiany polegały na likwidacji Pucharu Top Teams, który został zastąpiony przez „odnowiony” Puchar CEV, zaś w miejsce „starego” Pucharu CEV powołano zupełnie nowe rozgrywki, nadając im nazwę Pucharu Challenge. Stanowią one trzecie w hierarchii zmagania w europejskich pucharach, pozostając uzupełnieniem dla dwóch ważniejszych. Terminarz pierwszej edycji ogłoszono 15 maja 2007 roku, sporządzenie „drabinki pucharowej” i losowanie poszczególnych par odbyło się 30 czerwca 2007 roku w Luksemburgu, natomiast rozgrywki zainaugurowano w dniach 29 i 30 września 2007 roku, gdy odbyły się pierwsze mecze I rundy.
Zgodnie z regulaminem do zmagań o prymat w sezonie 2007/2008 dopuszczono 64 zespoły z 34 państw, ostatecznie jednak do rozgrywek przystąpiło 46 drużyn. Na podstawie – ogłoszonego 25 maja 2018 – klubowego rankingu krajowych związków piłki siatkowej liczba miejsc dla przedstawicieli każdej z nich kształtuje się następująco:
| Miejsce federacji w Rankingu CEV przed danym sezonem | Liczba zespołów do wystawienia w Pucharze Challenge |
| od 1 do 8                                            | 1                                                   |
| 9                                                    | 2                                                   |
| 10                                                   | 1                                                   |
| od 11 do 17                                          | 2                                                   |
| od 18 do 56                                          | 1                                                   |

## System rozgrywek
W danej edycji Pucharu Challenge udział biorą maksymalnie 64 europejskie męskie kluby siatkarskie zestawione poprzez losowanie w pary. Rywalizacja w każdej rundzie toczy się systemem pucharowym, tj. w formie dwumeczu (spotkanie „u siebie” i „na wyjeździe”), po którym lepszy klub kwalifikuje się do kolejnej fazy. O awansie decydują kolejno: liczba wygranych meczów, liczba punktów, złoty set (dodatkowy set grany do 15 punktów). W sezonie 2007/2008 w przypadku wygrania po jednym meczu nie brano pod uwagę setów, lecz automatycznie rozgrywany był złoty set. W przypadku, gdy któraś z federacji nie obsadzi przysługującego jej miejsca I rundy, wylosowany dla niezgłoszonego klubu rywal automatycznie przechodzi dalej (identyczna zasada obowiązuje w przypadku wycofania się ekipy na dowolnym szczeblu "pucharowej drabinki").
I i II runda traktowane są jako kwalifikacje do właściwego turnieju, rozpoczynającego się od 1/16 finału. Część uczestników rozpoczyna rozgrywki od 1/16 finały, natomiast pozostałe muszą wziąć udział w kwalifikacjach. I runda jest rozgrywana tylko wtedy, gdy jest konieczna (wynikać to może w dużej liczby chętnych uczestników). Kolejne tury Pucharu Challenge (1/16 finału, 1/8 finału i ćwierćfinały) toczone są na identycznych zasadach dwumeczu (jednak do sezonu 2015/2016 w III rundzie do 16 zwycięzców par II rundy dołączonych zostawało 16 przegranych 1/16 finału Pucharu CEV). Czwórka triumfatorów dwumeczów ćwierćfinałowych uzyskuje promocję do półfinałów, a zwycięzcy tych par do finałów. Zarówno finały jak i półfinały rozrywane są na dotychczasowych zasadach dwumeczów.
Do sezonu 2009/2010 dla zwycięzców ćwierćfinałów organizowano turniej Final Four, odbywający się w hali jednego z uczestników. Przed jej rozpoczęciem metodą losowania wyłaniane były obydwie pary półfinałowe, które rozgrywały ze sobą po jednym spotkaniu, zaś ich zwycięzcy awansowali do pojedynku finałowego. Jego triumfator zostawał zwycięzcą danej edycji Pucharu Challenge.
| Faza rozgrywek            | Liczba zespołów | Uwagi                                                      |
| I runda                   | różna           | opcjonalna                                                 |
| II runda                  | różna           | -                                                          |
| 1/16 finału               | 32              | zwycięzcy II rundy + drużyny rozpoczynające od 1/16 finału |
| 1/8 finału                | 16              | 16 zwycięzców III rundy                                    |
| 1/4 finału (ćwierćfinały) | 8               | 8 zwycięzców 1/8 finału                                    |
| 1/2 finału (półfinały)    | 4               | 4 zwycięzców 1/4 finału                                    |
| Finał                     | 2               | 2 zwycięzców 1/2 finału                                    |

## Triumfatorzy
| Sezon            | Miejsce finału                                               | 1. miejsce                                                   | 2. miejsce                                                   | 3. miejsce                                                   | 4. miejsce                                                   |
| Puchar CEV       | Puchar CEV                                                   | Puchar CEV                                                   | Puchar CEV                                                   | Puchar CEV                                                   | Puchar CEV                                                   |
| ---------------- | ------------------------------------------------------------ | ------------------------------------------------------------ | ------------------------------------------------------------ | ------------------------------------------------------------ | ------------------------------------------------------------ |
| 1980/1981        | Cannes                                                       | AS Cannes                                                    | Amaro più Loreto                                             | Santal Parma                                                 | AS Grenoble                                                  |
| 1981/1982        | Leidschendam-Voorburg                                        | Starlift Voorburg                                            | Toseroni Roma                                                | Güney Sanayi                                                 | Turavia Salesianos                                           |
| 1982/1983        | Leuven                                                       | Panini Modena                                                | Ubbink Orion Doetinchem                                      | AS Grenoble                                                  | Arago de Sète                                                |
| 1983/1984        | Jemeppe-sur-Meuse                                            | Panini Modena                                                | Casio Milano                                                 | VVC Vught                                                    | Paderborn VC                                                 |
| 1984/1985        | Belgrad                                                      | Panini Modena                                                | Partizan Belgrad                                             | Kruikenburg Ternat                                           | Hormann VC Gand                                              |
| 1985/1986        | Sarajewo                                                     | Kutiba Falconara                                             | OK Bosna Sarajewo                                            | Bistefani Torino                                             | Kruikenburg Ternat                                           |
| 1986/1987        | Bruksela                                                     | Enermix Milano                                               | Santal Parma                                                 | Červená hviezda Bratysława                                   | Opel Lennik                                                  |
| 1987/1988        | Dudelange                                                    | Awtomobilist Leningrad                                       | Ciesse Padwa                                                 | Montpellier UC                                               | Arago de Sète                                                |
| 1988/1989        | Bordeaux                                                     | Awtomobilist Leningrad                                       | Petrarca Padwa                                               | Debic Zonhoven                                               | JSA Bordeaux                                                 |
| 1989/1990        | Moers                                                        | Moerser SC                                                   | Partizan Belgrad                                             | Awtomobilist Leningrad                                       | AS Grenoble                                                  |
| 1990/1991        | Padwa                                                        | Sisley Treviso                                               | Radiotechnik Ryga                                            | Charro Padwa                                                 | Dinamo Moskwa                                                |
| 1991/1992        | Parma                                                        | Maxicono Parma                                               | Charro Padwa                                                 | SV Bayer Wuppertal                                           | Galatasaray                                                  |
| 1992/1993        | Montpellier                                                  | Sisley Treviso                                               | Charro Esperia Padwa                                         | Dinamo Moskwa                                                | Bayer Wuppertal                                              |
| 1993/1994        | Padwa                                                        | Ignis Padwa                                                  | Jugra Samotłor Niżniewartowsk                                | VfB Friedrichshafen                                          | SV Bayer Wuppertal                                           |
| 1994/1995        | Parma                                                        | Cariparma Parma                                              | AO Orestiada                                                 | Tally Milano                                                 | Samotłor Niżniewartowsk                                      |
| 1995/1996        | Paryż                                                        | Alpitour Traco Cuneo                                         | Edilcuoghi Rawenna                                           | Aero Odolena Voda                                            | AO Orestiada                                                 |
| 1996/1997        | Genewa                                                       | Area Rawenna                                                 | Netaş                                                        | SV Bayer Wuppertal                                           | Aero Odolena Voda                                            |
| 1997/1998        | Rieti                                                        | Sisley Treviso                                               | Knack Roeselare                                              | Lube Banca Marche Macerata                                   | VK Jihostroj České Budějovice                                |
| 1998/1999        | San Benedetto del Tronto                                     | Iveco Palermo                                                | Knack Roeselare                                              | SCC Berlin                                                   | Lube Banca Marche Macerata                                   |
| 1999/2000        | Florencja                                                    | Piaggio Roma                                                 | Casa Modena Unibon                                           | Mostostal-Azoty Kędzierzyn-Koźle                             | AO Orestiada                                                 |
| 2000/2001        | Sansepolcro                                                  | Lube Banca Marche Macerata                                   | Casa Modena Salumi                                           | Noliko Maaseik                                               | Bossini Wlf Montichiari                                      |
| 2001/2002        | Cuneo                                                        | Noicom BreBanca Cuneo                                        | Lokomotiw Biełgorod                                          | Asystel Mediolan                                             | Stade Poitevin Poitiers                                      |
| 2002/2003        | Jesolo                                                       | Sisley Treviso                                               | Lube Banca Marche Macerata                                   | Iskra Odincowo                                               | Tourcoing LM                                                 |
| 2003/2004        | Modena                                                       | Kerakoll Modena                                              | Coprasystel Ventaglio Piacenza                               | Lokomotiw-Izumrud Jekaterynburg                              | Panathinaikos AO                                             |
| 2004/2005        | Palma de Mallorca                                            | Lube Banca Marche Macerata                                   | Son Amar Palma                                               | Tourcoing LM                                                 | Edilbasso & Partners Padwa                                   |
| 2005/2006        | Padwa                                                        | Lube Banca Marche Macerata                                   | Iskra Odincowo                                               | Paris Volley                                                 | Giotto Padwa                                                 |
| 2006/2007        | Nowy Urengoj                                                 | Fakieł Nowy Urengoj                                          | Copra Berni Piacenza                                         | Halkbank                                                     | Stade Poitevin Poitiers                                      |
| Puchar Challenge |                                                              |                                                              |                                                              |                                                              |                                                              |
| 2007/2008        | Rzeszów                                                      | Cimone Modena                                                | Lokomotiw-Izumrud Jekaterynburg                              | Stade Poitevin Poitiers                                      | Asseco Resovia Rzeszów                                       |
| 2008/2009        | Izmir                                                        | Arkas Spor Izmir                                             | Jastrzębski Węgiel                                           | Tomis Konstanca                                              | EA Patras                                                    |
| 2009/2010        | Perugia                                                      | RPA-LuigiBacchi.it Perugia                                   | HAOK Mladost Zagrzeb                                         | SCC Berlin                                                   | VK Dukla Liberec                                             |
| 2010/2011        | Macerata Izmir                                               | Lube Banca Marche Macerata                                   | Arkas Spor Izmir                                             | EA Patron Luks SK Posojilnica Aich/Dob                       |                                                              |
| 2011/2012        | Warszawa Częstochowa                                         | Tytan AZS Częstochowa                                        | AZS Politechnika Warszawska                                  | Prefaxis Menen Tomis Konstanca                               |                                                              |
| 2012/2013        | Ufa Piacenza                                                 | Copra Elior Piacenza                                         | Ural Ufa                                                     | Delecta Bydgoszcz VK Dukla Liberec                           |                                                              |
| 2013/2014        | Latina Stambuł                                               | Fenerbahçe Grundig                                           | Andreoli Latina                                              | İstanbul Büyükşehir Belediyespor Nantes Rezé MV              |                                                              |
| 2014/2015        | Lizbona Nowy Sad                                             | Vojvodina NS seme Nowy Sad                                   | SL Benfica Lizbona                                           | CMC Rawenna Stroitiel Mińsk                                  |                                                              |
| 2015/2016        | Werona Nowy Urengoj                                          | Calzedonia Werona                                            | Fakieł Nowy Urengoj                                          | Prefaxis Menen SL Benfica Lizbona                            |                                                              |
| 2016/2017        | Nowy Urengoj Chaumont                                        | Fakieł Nowy Urengoj                                          | Chaumont VB 52 Haute-Marne                                   | Ziraat Bankası Galatasaray                                   |                                                              |
| 2017/2018        | Rawenna Pireus                                               | Bunge Rawenna                                                | Olympiakos SFP                                               | Maliye Piyango SK Gazprom-Jugra Surgut                       |                                                              |
| 2018/2019        | Monza Biełgorod                                              | Biełogorje Biełgorod                                         | Vero Volley Monza                                            | Sporting CP Stade Poitevin Poitiers                          |                                                              |
| 2019/2020        | Ze względu na pandemię COVID-19 rozgrywki zostały przerwane. | Ze względu na pandemię COVID-19 rozgrywki zostały przerwane. | Ze względu na pandemię COVID-19 rozgrywki zostały przerwane. | Ze względu na pandemię COVID-19 rozgrywki zostały przerwane. | Ze względu na pandemię COVID-19 rozgrywki zostały przerwane. |
| 2020/2021        | Mediolan Ankara                                              | Allianz Milano                                               | Ziraat Bankkart                                              | Halkbank VK Lvi Praha                                        |                                                              |
| 2021/2022        | Ankara Narbona                                               | Narbonne Volley                                              | Halkbank                                                     | ACH Volley Lublana Panathinaikos AO                          |                                                              |
| 2022/2023        | Tel Awiw Pireus                                              | Olympiakos SFP                                               | Maccabi Yaadim Tel Awiw                                      | Panathinaikos AO AJ Fonte Bastardo                           |                                                              |
| 2023/2024        | Warszawa Monza                                               | Projekt Warszawa                                             | Mint Vero Volley Monza                                       | Galatasaray Akaa-Volley                                      |                                                              |
| 2024/2025        | Lublin Civitanova Marche                                     | Bogdanka LUK Lublin                                          | Cucine Lube Civitanova                                       | Spor Toto Sporting CP                                        |                                                              |
| 2025/2026        |                                                              |                                                              |                                                              |                                                              |                                                              |

## Triumfatorzy Pucharu Challenge

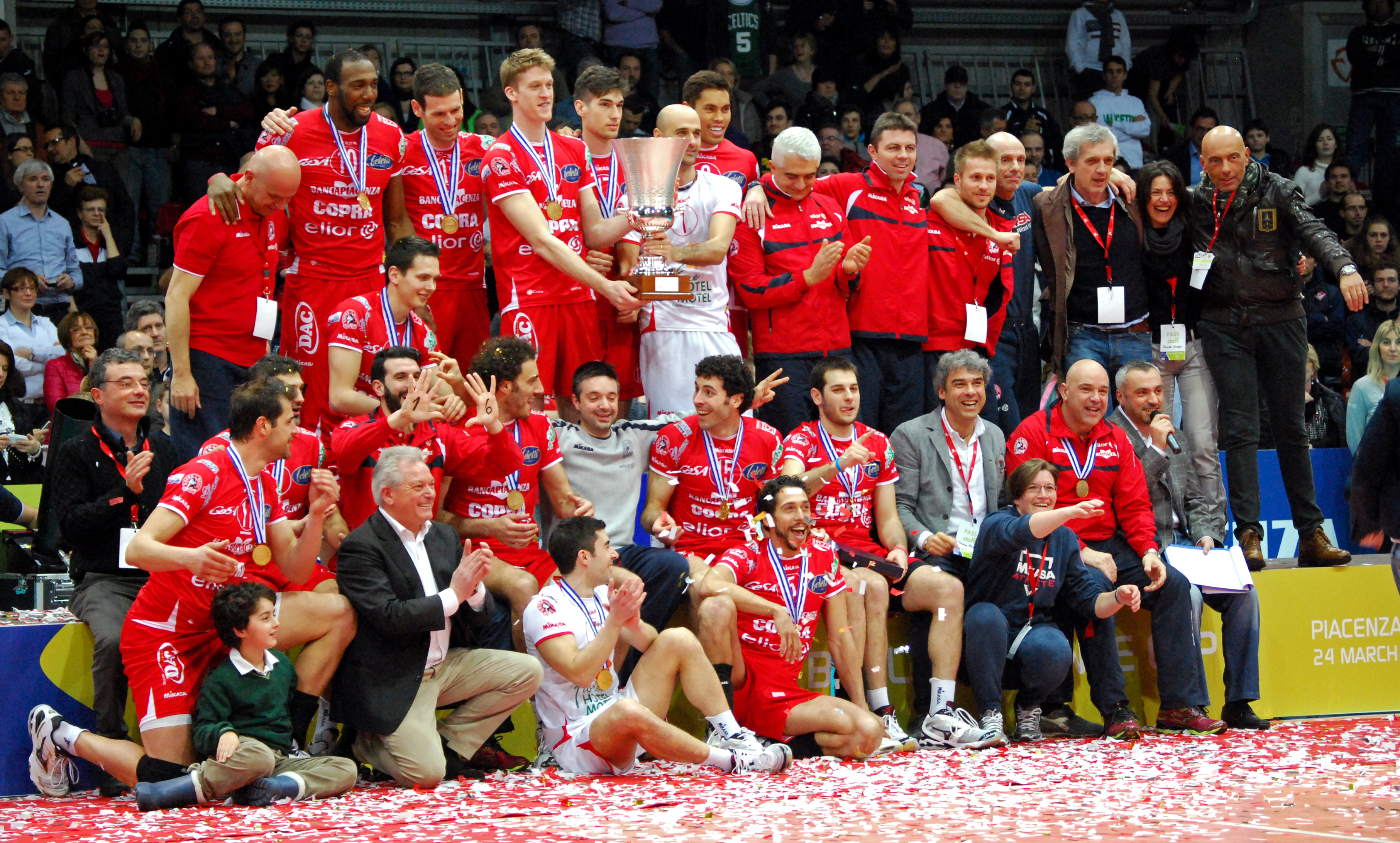
Zawodnicy Copra Elior Piacenza zdobywcami Pucharu Challenge w sezonie 2012/2013

| Zespół                                      | Liczba | Lata                         |
| ------------------------------------------- | ------ | ---------------------------- |
| Panini Modena/Kerakoll Modena/Cimone Modena | 5      | 1983, 1984, 1985, 2004, 2008 |
| Sisley Treviso                              | 4      | 1991, 1993, 1998, 2003       |
| Lube Banca Marche Macerata                  | 4      | 2001, 2005, 2006, 2011       |
| Automobilist Leningrad                      | 2      | 1988, 1989                   |
| Maxicono Parma/Cariparma Parma              | 2      | 1992, 1995                   |
| Alpitour Diesel Cuneo/Noicom BreBanca Cuneo | 2      | 1996, 2002                   |
| Fakieł Nowy Urengoj                         | 2      | 2007, 2017                   |
| AS Cannes VB                                | 1      | 1981                         |
| Starlift Voorburg                           | 1      | 1982                         |
| Kutiba Falconara                            | 1      | 1986                         |
| Enermix Milano                              | 1      | 1987                         |
| Moerser SC                                  | 1      | 1994                         |
| Area Rawenna                                | 1      | 1997                         |
| Iveco Palermo                               | 1      | 1999                         |
| Piaggio Roma                                | 1      | 2000                         |
| Arkas Spor Izmir                            | 1      | 2009                         |
| RPA-LuigiBacchi.it Perugia                  | 1      | 2010                         |
| Tytan AZS Częstochowa                       | 1      | 2012                         |
| Copra Elior Piacenza                        | 1      | 2013                         |
| Fenerbahçe Grundig Stambuł                  | 1      | 2014                         |
| Vojvodina NS seme Nowy Sad                  | 1      | 2015                         |
| Calzedonia Werona                           | 1      | 2016                         |
| Bunge Rawenna                               | 1      | 2018                         |
| Biełogorje Biełgorod                        | 1      | 2019                         |
| Allianz Milano                              | 1      | 2021                         |
| Narbonne Volley                             | 1      | 2022                         |
| Olympiakos Pireus                           | 1      | 2023                         |
| Projekt Warszawa                            | 1      | 2024                         |
| Bogdanka LUK Lublin                         | 1      | 2025                         |